# Rhino Rock
Der Rhino Rock ist ein markanter, schwarzer und 700 m hoher Felsvorsprung im Palmerland auf der Antarktischen Halbinsel. Mit seinen steilen Flanken ragt er 8 km südwestlich des Kap Rymill an der Wilkins-Küste auf.
Wissenschaftler auf der East Base während der United States Antarctic Service Expedition (1939–1941) benannten ihn deskriptiv als Rhino Horn Rock (englisch für Nashornfelsen). Das Advisory Committee on Antarctic Names kürzte diese Benennung im Jahr 1953 auf die heutige Form ab.